# 陣岳隆
陣岳 隆（じんがく たかし、1959年12月24日 - ）は、鹿児島県曽於郡志布志町（現・同県志布志市）出身で井筒部屋（入門時は君ヶ濱部屋）に所属した元大相撲力士。本名は中山 隆（なかやま たかし）。現役時代は身長190cm・体重148kg。得意手は左四つ・突っ張り・吊り。最高位は東小結（1987年11月場所）。趣味は映画鑑賞・ゴルフ。血液型はB型。好物は焼肉とアイスクリーム。

## 来歴・人物
志布志町役場に勤務していた公務員の父と元陸上選手の母との間に生まれた。家族は姉も実業団バレーボールの選手として鳴らした典型的なスポーツ一家であった。志布志小学校在学時から志布志高校の2年生までは、剣道で鳴らした。
その後相撲に転向し、高校を2年生の途中で中退して上京。元関脇・鶴ヶ嶺が率いる君ヶ濱部屋へ入門し、1977年5月場所に於いて、17歳で初土俵を踏んだ。尚、入門から間もない同年12月には師匠の名跡変更に伴い、君ヶ濱部屋が「井筒部屋」へと名称が変わった。
序ノ口当初から「陣岳」の四股名を名乗ったが、当四股名は、故郷・志布志町にある同名の山（別名「陣の丘」、標高：約270m）に因んだとされる。
長身を生かしての突っ張りに威力があり、吊り、寄り、投げと、右四つに組んでも相撲が取れた。逆鉾、寺尾、霧島など当時の部屋には稽古相手が豊富であったことも陣岳に有利に働いたとされる。その恵まれた体躯を生かして順調に出世し、1982年7月場所で十両昇進、そして1983年1月場所で入幕を果たした。現在の志布志市では史上初の関取に相当する。
体格と環境に恵まれていたことで、当然ながら将来を嘱望されたが、攻めが甘く幕内上位ではなかなか勝てなかった。また取り口も地味で、幕内では一度も大勝ちがなかった。加えて金星を挙げた場所も負け越して終わるなどの不運もあり、三賞受賞の機会には恵まれなかった。
小結に2場所（1987年11月場所と1990年9月場所）在位したが、いずれも大負けして直ちに平幕に陥落した。
西前頭5枚目で迎えた1987年9月場所は9勝6敗の成績で終えた。当場所では東関脇旭富士が大関昇進を決め、西関脇栃乃和歌は8勝7敗（関脇残留）、東西小結の前乃臻・出羽の花から東前頭4枚目の大徹まで9力士全員が5勝以下の大敗を喫し、平幕力士が全員9勝以下に終わり、関脇・小結に昇進する相当の成績を修めた力士が居なかった。そのため従来ならば平幕上位に留まる成績だった陣岳が繰り上がる形で、翌11月場所にて初の三役（東小結）に昇進した。尚、当場所では同部屋の弟弟子であった逆鉾も同様の形で三役（西関脇、前9月場所では西前頭4枚目で8勝7敗で殊勲賞受賞）に昇進し、結果的には半枚の差で弟弟子に関脇昇進を阻まれた形となった。
全盛期には最高で幕内力士6人（1989年3月場所）を擁した井筒関取衆の一角として、井筒部屋の隆盛を支えた功労者とされる。また負傷も少なく、新序ノ口（1977年7月場所）から引退場所（1991年9月場所）初日までの約14年間で、初土俵以来無休の1036回連続出場を記録した。
右膝を負傷して初の途中休場をした1991年9月場所を以て（番付上は当場所11日目付で）引退し、当場所後に年寄・春日山を春日富士から借りて襲名した。
しかし翌1992年9月、弟弟子の元関脇逆鉾が引退した際に春日山の名跡を返却し、他の年寄株への借り変えができなかったため同月限りで日本相撲協会を去った。
年寄襲名から退職までの期間が短かったため、引退相撲は行わなかった。
引退後は一時熊本県内で相撲料理の店を営み、その後は帰郷し水産加工業者として働いている。

## 主な戦績
- 通算成績：499勝537敗9休　勝率.482
- 幕内成績：309勝396敗　勝率.438
- 現役在位：86場所
- 幕内在位：47場所
- 三役在位：2場所（小結2場所）
- 三賞：無し
- 連続出場：1036回（序ノ口以来、1977年7月場所-1991年9月場所（2日目））
- 金星:2個（北の湖：1984年9月場所、大乃国：1991年1月場所）

### 場所別成績
| | 一月場所 初場所（東京） | 三月場所 春場所（大阪） | 五月場所 夏場所（東京） | 七月場所 名古屋場所（愛知） | 九月場所 秋場所（東京） | 十一月場所 九州場所（福岡） |
| --- | ----------------------- | ----------------------- | ----------------------- | --------------------------- | ----------------------- | --------------------------- |
| 1977年 （昭和52年） | x                       | x                       | 番付外 4–0              | 西序ノ口12枚目 6–1          | 西序二段63枚目 4–3      | 東序二段39枚目 4–3          |
| 1978年 （昭和53年） | 西序二段20枚目 5–2      | 東三段目71枚目 3–4      | 東三段目84枚目 4–3      | 西三段目69枚目 5–2          | 東三段目42枚目 6–1      | 西幕下57枚目 2–5            |
| 1979年 （昭和54年） | 東三段目20枚目 2–5      | 西三段目44枚目 6–1      | 東幕下58枚目 4–3        | 東幕下48枚目 1–6            | 東三段目19枚目 5–2      | 東幕下57枚目 6–1            |
| 1980年 （昭和55年） | 西幕下27枚目 2–5        | 東幕下45枚目 4–3        | 西幕下38枚目 5–2        | 西幕下23枚目 3–4            | 西幕下30枚目 4–3        | 東幕下23枚目 4–3            |
| 1981年 （昭和56年） | 西幕下15枚目 3–4        | 東幕下22枚目 4–3        | 西幕下11枚目 3–4        | 西幕下16枚目 2–5            | 東幕下38枚目 6–1        | 西幕下17枚目 5–2            |
| 1982年 （昭和57年） | 東幕下8枚目 4–3         | 東幕下5枚目 5–2         | 東幕下筆頭 5–2          | 東十両11枚目 8–7            | 東十両8枚目 9–6         | 東十両4枚目 10–5            |
| 1983年 （昭和58年） | 東前頭13枚目 4–11       | 西十両5枚目 6–9         | 西十両7枚目 7–8         | 東十両9枚目 8–7             | 西十両8枚目 9–6         | 西十両4枚目 11–4            |
| 1984年 （昭和59年） | 西前頭12枚目 9–6        | 西前頭5枚目 5–10        | 東前頭12枚目 9–6        | 東前頭7枚目 8–7             | 西前頭3枚目 5–10 ★      | 東前頭10枚目 8–7            |
| 1985年 （昭和60年） | 西前頭6枚目 8–7         | 西前頭2枚目 6–9         | 東前頭5枚目 6–9         | 西前頭8枚目 8–7             | 西前頭筆頭 5–10         | 東前頭9枚目 8–7             |
| 1986年 （昭和61年） | 東前頭3枚目 7–8         | 西前頭4枚目 7–8         | 西前頭5枚目 8–7         | 西前頭筆頭 6–9              | 西前頭4枚目 5–10        | 東前頭9枚目 8–7             |
| 1987年 （昭和62年） | 東前頭5枚目 6–9         | 東前頭8枚目 8–7         | 東前頭3枚目 3–12        | 西前頭10枚目 8–7            | 西前頭5枚目 9–6         | 東小結 2–13                 |
| 1988年 （昭和63年） | 東前頭11枚目 8–7        | 東前頭7枚目 8–7         | 西前頭3枚目 6–9         | 東前頭6枚目 7–8             | 西前頭7枚目 8–7         | 東前頭3枚目 5–10            |
| 1989年 （平成元年） | 東前頭7枚目 8–7         | 東前頭4枚目 7–8         | 西前頭5枚目 8–7         | 西前頭2枚目 6–9             | 西前頭5枚目 8–7         | 西前頭筆頭 3–12             |
| 1990年 （平成2年） | 西前頭9枚目 9–6         | 東前頭3枚目 4–11        | 西前頭8枚目 8–7         | 西前頭4枚目 8–7             | 西小結 3–12             | 東前頭9枚目 9–6             |
| 1991年 （平成3年） | 西前頭3枚目 6–9 ★       | 西前頭7枚目 8–7         | 西前頭3枚目 2–13        | 西前頭15枚目 4–11           | 西十両4枚目 引退 0–2–9  | x                           |
| 各欄の数字は、「勝ち-負け-休場」を示す。 優勝 引退 休場 十両 幕下 三賞：敢=敢闘賞、殊=殊勲賞、技=技能賞 その他：★=金星 番付階級：幕内 - 十両 - 幕下 - 三段目 - 序二段 - 序ノ口 幕内序列：横綱 - 大関 - 関脇 - 小結 - 前頭（「#数字」は各位内の序列） |                         |                         |                         |                             |                         |                             |

### 幕内対戦成績
| 力士名   | 勝数 | 負数 | 力士名   | 勝数 | 負数 | 力士名     | 勝数 | 負数 | 力士名   | 勝数 | 負数 |
| -------- | ---- | ---- | -------- | ---- | ---- | ---------- | ---- | ---- | -------- | ---- | ---- |
| 青葉城   | 1    | 4    | 安芸ノ島 | 1    | 6    | 曙         | 0    | 1    | 朝潮     | 2    | 10   |
| 旭里     | 1    | 0    | 旭富士   | 2    | 10   | 天ノ山     | 1    | 3    | 板井     | 15   | 9    |
| 恵那櫻   | 2    | 8    | 大潮     | 1    | 0    | 巨砲       | 5    | 11   | 大錦     | 10   | 3    |
| 大乃国   | 2    | 8    | 大乃花   | 1    | 0    | 大豊       | 1    | 2    | 大若松   | 1    | 1    |
| 小城ノ花 | 2    | 4    | 魁輝     | 7    | 2    | 春日富士   | 4    | 4    | 北勝鬨   | 3    | 2    |
| 北の湖   | 1    | 0    | 騏乃嵐   | 4    | 3    | 旭豪山     | 0    | 2    | 旭道山   | 3    | 7    |
| 起利錦   | 5    | 10   | 麒麟児   | 5(1) | 6    | 久島海     | 3    | 5    | 蔵間     | 6    | 3    |
| 黒瀬川   | 0    | 1    | 高望山   | 9    | 9    | 港龍       | 1    | 1    | 琴稲妻   | 2    | 6    |
| 琴ヶ梅   | 8    | 9    | 琴風     | 0    | 1    | 琴椿       | 0    | 1    | 琴錦     | 2    | 3    |
| 琴の若   | 2    | 0    | 琴富士   | 6    | 6    | 小錦       | 5(1) | 13   | 駒不動   | 1    | 0    |
| 斉須     | 2    | 1    | 佐賀昇   | 1    | 0    | 佐田の海   | 7    | 9    | 嗣子鵬   | 0    | 1    |
| 太寿山   | 11   | 15   | 大翔山   | 0    | 2    | 大徹       | 7    | 6    | 隆の里   | 0    | 1    |
| 貴花田   | 1    | 3    | 孝乃富士 | 8    | 9    | 隆三杉     | 15   | 13   | 高見山   | 0    | 1    |
| 多賀竜   | 12   | 11   | 玉龍     | 4    | 8    | 千代の富士 | 0    | 15   | 常の山   | 1    | 0    |
| 出羽の花 | 3    | 6    | 闘竜     | 8    | 1    | 栃赤城     | 2    | 0    | 栃司     | 9    | 4    |
| 栃剣     | 5    | 8    | 栃乃和歌 | 2    | 3    | 栃光       | 2    | 1    | 巴富士   | 1    | 1    |
| 豊ノ海   | 6    | 2    | 南海龍   | 1    | 3    | 花乃湖     | 7    | 3    | 花ノ国   | 5    | 3    |
| 飛騨乃花 | 4    | 1    | 富士櫻   | 0    | 1    | 藤ノ川     | 3    | 4    | 富士乃真 | 3    | 2    |
| 双羽黒   | 0    | 10   | 鳳凰     | 2    | 4    | 北天佑     | 3(1) | 12   | 北勝海   | 2    | 19   |
| 星岩涛   | 1    | 0    | 前乃臻   | 4    | 0    | 舛田山     | 3    | 3    | 益荒雄   | 2    | 1    |
| 三杉磯   | 2    | 1    | 三杉里   | 5    | 8    | 水戸泉     | 7    | 3    | 両国     | 4    | 2    |
| 若嶋津   | 0    | 7    | 若瀬川   | 7    | 10   | 若花田     | 2    | 0    | 若の富士 | 3    | 0    |
| 鷲羽山   | 1    | 1    |          |      |      |            |      |      |          |      |      |

## 年寄変遷
- 春日山 隆（かすがやま たかし、1991年9月-1992年9月（廃業））